# Cyphosticha microta
Cyphosticha microta är en fjärilsart som först beskrevs av Turner 1894.  Cyphosticha microta ingår i släktet Cyphosticha och familjen styltmalar. Inga underarter finns listade i Catalogue of Life.